# Agrotis summa
Agrotis summa là một loài bướm đêm trong họ Noctuidae.